# Hadlow (Nouvelle-Zélande)
Hadlow  est une  communauté rurale située dans le District de Timaru, dans l’île du Sud de la Nouvelle-Zélande.

## Situation
Elle est localisée à l’ouest de la cité de Timaru et au sud de la localité de Pleasant Point.

## Évènements
La «Hadlow to Harbour» est une course de type course pour le plaisir (en) annuelle allant de 3 à 10 km, dépendant du tracé de la route choisie.
Elle a été organisée depuis 1990.
L’évènement a rassemblé près de 1 000 personnes en 2020 et rapporté 8,000 $ pour une action de charité.

## Démographie
La zone statistique de Hadlow couvre une surface de 93,74 km² et a une population estimée à 1 520 habitants en juin 2024 avec une densité de population de 36 personnes par km2.
Hadlow avait une population de 1 434 habitants lors du recensement néo-zélandais de 2018 , en augmentation de 162 personnes (12,7 %) depuis le recensement néo-zélandais de 2013 , et en augmentation de 240 personnes (20,1 %) depuis le 2006 census.
Il y avait 522 logements, comprenant 690 hommes et 744 femmes, donnant un sexe-ratio de 0,93 homme pour une femme.
L’âge médian était de 47,3 ans (comparé avec les 37,4 ans au  niveau national), avec 279 personnes (19,5 %) âgées de moins de 15 ans, 183 personnes (12,8%) âgées de 15 à 29 ans, 711 personnes (49,6 %)  âgées de 30 à 64 ans et 261 personnes (18,2 %) âgées de 65 ans ou plus.
L’ethnicité était pour 97,9 % européens/Pākehās, 5,0 % Māoris, 0,2 % originaire du Pasifique (en), 1.0% d’origine asiatique (en), et 0,8 % d’une autre  ethnicités.
Les personnes peuvent s’identifier avec plus d’une ethnicité selon l’origine de leurs parents.
Le pourcentage de personnes nées outre-mer était de 11,5 %, comparé avec les 27,1 % au niveau national.
Bien que certaines personnes choisissent de ne pas répondre à la question du recensement concernant leur affiliation religieuse , 47,9 % n’ont aucune religion, 45,4 % sont chrétiens (en), 0,2 % sont hindouistes (en), 0,2 % sont musulmans et 0,6 % ont une autre religion.
Parmi ceux d’au moins 15 ans d’âge, 258 personnes (22,3 %) ont une licence ou un degré universitaire supérieur et 204 personnes (17,7 %) n’ont aucune qualification formelle.
Le revenu médian était de 40,100 $, comparé avec les 31,800 $ au niveau national. 288 personnes (24,9 %) gagnaient plus de 70,000 $ comparé avec les 17,2 % au niveau national.
Le statut d’emploi de ceux d’au moins 15 ans était pour 630 personnes (54,5 %) un emploi à temps plein, pour 219 personnes (19,0 %) un temps partiel  et 21 personnes (1,8 %) étaient sans emploi.